# 寺西瑞紀
寺西 瑞紀（てらにし たまき、7月20日 - ）は、日本で活動していたフリーアナウンサー。

## 来歴
千葉県出身。東京都出身だとする記述もある。明治学院大学法学部卒業。
かつては劇団東俳とフリーアナウンサー・クラブに所属し、輸入車ショーや展示会などでの司会・ナレーション業務に従事していた。日産ギャラリーのミス・フェアレディ第34期のメンバーでもあった。
2005年4月、フリーアナウンサー・クラブからキャストKSBパートナーズへ出向。同社からの派遣で瀬戸内海放送の契約アナウンサーになり、高松本社の報道制作ユニットに配属された。ただし瀬戸内海放送で活動していたのは、2006年6月までの1年ほどであった。
その後はジョイスタッフに所属し、関東地方を拠点に活動。テレビ東京の『ものスタMOVE』などに出演していた。

## 出演

### ビデオパッケージ
- Yahoo! BB CD-ROM - キャスター
- グッドライフファーマシー 紹介ビデオ - リポーター

### CM
- 農業協同組合
- まっすぐにいこう。（読売テレビ） - ナレーター

### スチールモデル
- 大興電機製作所 ポスター

### テレビ番組
- 大京 ライオンズマンション紹介ビデオ（ケーブルテレビ） - リポーター
- ぐるりん香川（瀬戸内海放送） - ナレーター
- 地球ステーション（瀬戸内海放送） - ナレーター
- にこまるTV（瀬戸内海放送）
- KSBニュースView（瀬戸内海放送） - 木曜・金曜キャスター
- 全国高等学校野球選手権香川大会・岡山大会関連番組（瀬戸内海放送） - MC
- KSBスーパーJチャンネル（瀬戸内海放送） - 水曜「食の達人」リポーター、金曜・土曜・日曜キャスター
- アットモールショッピング（CS放送） - MC
- ものスタMOVE（テレビ東京、2009年 - 2010年） - パーソナリティ